# کارلو رومانو
کارلو رومانو (ایتالیایی: Carlo Romano؛ ‏ ۸ مهٔ ۱۹۰۸ – ۱۶ اوت ۱۹۷۵) فیلم‌نامه‌نویس، بازیگر و صداپیشه اهل ایتالیا بود.
از فیلم‌هایی که وی در آن نقش داشته است، می‌توان به زنان سیری‌ناپذیر، روشنایی‌های واریته، خشم، زن زناکار، در پاسگاه پلیس رخ داد، مسالینا، کارمن و صدای بی رخ اشاره کرد.